# Вестник защиты растений
Ве́стник защи́ты расте́ний (Санкт-Петербург, ISSN 17271320 ) — научно-теоретический рецензируемый журнал Всероссийского научно-исследовательского института защиты растений (ВИЗР) Министерства науки и высшего образования Российской Федерации для публикации результатов исследований по биологическим проблемам, имеющим отношение к защите растений, включая оригинальные исследования, теоретические обзоры, прикладные работы, дискуссии и рецензии работ. Основан в 1939 году.

## Предыстория
В 1931 г. ВИЗР поместил свой гриф на обложке подписного журнала Защита растений от вредителей (1924—1932, т. I—VIII), издававшегося в Ленинграде с подзаголовком (до 1929 г.) Бюллетень Постоянного Бюро Всероссийских Энтомо-Фитопатологических Съездов. VIII-й том (1932, за 1931 г.) назывался Защита растений (с сохранением порядкового номера тома) и на этом журнал завершил своё существование. С 1932 г. ВИЗР издавал только непериодические сборники статей — Сборник ВИЗРа (1932—1934), Защита растений. Сборник (1935—1939). Последний, 20-й выпуск серии Защита растений. Сборник и стал 1-м номером нового подписного периодического журнала Вестник защиты растений (см. рис.).

## История
В 1939-м г. вышел только один номер журнала Вестник защиты растений, в 1940-м г. — 5 номеров; разовый тираж 2000 экз. Публикация журнала прервалась на втором номере за 1941 г. Тираж второго номера почти весь погиб во время пожара во время блокады Ленинграда. Был свёрстан, но не опубликован, третий номер, подготовлены номера 4 и 5. Ответственным редактором журнала был назначен академик Николай Михайлович Кулагин, который в те годы работал в ВИЗР и одновременно был председателем секции защиты растений ВАСХНИЛ. После его смерти в 1940 г. ответственным редактором журнала стал директор ВИЗР М. П. Елсуков. В состав редакционной коллегии журнала входили ведущие ученые ВИЗР и других учреждений: И. М. Поляков, М. С. Дунин, К. М. Степанов, В. Н. Старк, С. М. Тупеневич, Б. Ю. Фалькенштейн, И. П. Яценко, Н. Н. Богданов-Катьков и В. Н. Щёголев.
В 1999 г. было принято решение о возобновлении издания подписного периодического журнала Вестник защиты растений (ISSN 17271320), заменившего собой продолжающиеся издания Бюллетень ВИЗР и Сборник научных трудов ВИЗР. В состав Редакционного совета Вестника были включены ведущие ученые России и некоторых соседних стран: А. С. Васютин, А. Н. Власенко, В. И. Долженко, Ю. Т. Дьяков, Б. Ф. Егоров, В. Ф. Зайцев, В. А. Захаренко, А. А. Макаров, Н. М. Мыльников, В. Д. Надыкта, К. В. Новожилов, В. А. Павлюшин, К. Г. Скрябин, А. И. Сметник, М. С. Соколов, П. Г. Фоменко, Ю. Б. Шуровенков (Россия), С. Прушински (Польша), С. В. Сорока (Беларусь) и Д. Шпаар (Германия). В редакционную коллегию вошли: О. С. Афанасенко, В. Н. Буров, Н. А. Вилкова, Ю. И. Власов, К. Е. Воронин, Н. Р. Гончаров, И. Я. Гричанов, В. И. Долженко (заместитель главного редактора), В. Р. Жаров, А. Ф. Зубков, М. М. Левитин, Н. Н. Лунева, А. К. Лысов, Г. А. Наседкина, К. В. Новожилов (заместитель главного редактора), В. А. Павлюшин (главный редактор), И. М. Соколов, Г. И. Сухорученко, В. И. Танский (ответственный секретарь), С. Л. Тютерев.

В 1999 г. опубликован один выпуск, в 2000—2005 гг. — публиковалось по 3 номера в год, а с 2006 г. журнал печатается в 4-х выпусках ежегодно. В 2005 г. издан полный перевод всех трех номеров Вестника на английский язык под названием Plant Protection News (ISSN 18168213).
С 2004 г. ВИЗР публикует Приложения к журналу «Вестник защиты растений» в виде тематических сборников или монографий на русском и английском языках [ISSN 23100605 (Online), ISSN 18153682 (Print)] по биологическим проблемам, имеющим отношение к защите растений. С 2004 г. по 2016 г. напечатано в типографии 11 выпусков Приложений, разосланных в основные библиотеки России и других стран. С 2013 г. по 2019 г. опубликовано 16 электронных выпусков Приложений, которые доступны для скачивания на сайте Приложений. Среди авторов и редакторов монографий и сборников статей - около 40 ведущих ученых ВИЗР, ВИР, ВГУ, ВНИИКХ, ВНИИСХМ, КубГУ, Института защиты растений Республика Беларусь.

### Издательство
Журнал менял издателей.
- 1939—1941 гг. — ОГИЗ Сельхозгиз, Ленинградское отделение;
- с 1999 г. — Инновационный центр защиты растений ВИЗР
- с 2015 г. — Всероссийский научно-исследовательский институт защиты растений

### Место издания[3]
- 1939—1941 гг. — Москва-Ленинград
- с 1999 г. — Санкт-Петербург, Пушкин

## Современное состояние
В последние годы выходит 4 номера в год, преимущественно на русском языке.
Журнал включён в Перечень российских рецензируемых научных журналов, в которых должны быть опубликованы основные научные результаты диссертаций на соискание ученых степеней доктора и кандидата наук.

## Редакция
- Главный редактор — В. А. Павлюшин
- Зам. главного редактора — В. И. Долженко
- Зам. гл. редактора — Ю. С. Токарев

## ISSN
- ISSN (Online): 2308-6459
- ISSN (Print): 1727—1320